# 中嶌真平
中嶌真平（なかしま しんぺい、1981年11月13日 - ）は、日本のギタリスト、作曲家・編曲家・作家。血液型はO型。

## 経歴
大阪府出身。6歳よりクラシックピアノを小林裕子に師事。その後、ギターの演奏も始める。12歳の頃より、ロック、ブルースなどのバンドに参加しライブ活動を行う。ジャズギター・ジャズ理論を田口悌治に師事。18歳で自己のジャズトリオを結成。同時期にVo,Gt,Flからなるボサノバユニット・Lua E Diaに参加。定期的な演奏活動や数々のイベントへの参加などプロ活動を開始する。
25歳の時に渡米・ニューヨークに滞在。ジャズギタリストのパット・マルティーノに師事。ジャズクラブやレストランなどで演奏活動を行う。
2007年、帰国後にジャンルフリーの自身の音楽プロジェクト「Freestyle Collection」を始動。様々なジャンルのゲスト・ミュージシャンを招きライブ活動。同年、アメリカよりミュージシャンを招き九州ツアーを行う。
2008年、ギターマガジンチャンピオンシップにて優秀賞を受賞する。
2009年、自身がプロデュースする音楽ユニット「BLOOASH」の1stアルバム『BLOOASH』を発表。ギター・作曲・プロデュースで参加。
2010年、1stアルバム『Freestyle Collection』を発売。全国タワーレコードでの販売や音源ダウンロードなどで好評を博す。
2012年、DJ KUMAの主催するクラブイベント「QualityControl」にゲスト出演。同年、Tp・Gt・Drからなるジャズユニット「Circle Dance」に加入する。
2014年、新しい感覚でギターの学べるギター教室「ROOM」を設立。同年、全米で活動するゴスペルクワイヤー「Saddleback Quire」のJapanツアーでバックギタリストを勤める。
2016年、ニューヨークの著名なナイトクラブ「コットン・クラブ」にキング・ソロモン・バンドのメンバーとして出演する。同年、イギリスのレーベルJazzmodic Recordsと契約。CDが全世界発売となる。
2017年、アメリカのFMラジオ【WRIR】にて『間違いなし!今熱いNewJazz』としてRoy Hargrove(The RH Factor)やRobert Glasperなどと共に紹介される。
2018年、2ndアルバム『Chloe』 を発売。自身一人の音を幾重にも重ね、夢心地な世界観が好評を受けている。
2024年、文一総合出版より発売された鳥類学の書籍『ココロさえずる野鳥ノート』を執筆。音楽家の視点で鳥を分析している。
ギタリストとしての評価も高いが、演奏者としてだけではなく音楽イベントのプロデュースやCDのプロデュースなど活動は多岐に渡る（福岡パルコのオープニングアクトや天神地下街の音楽イベントプロデュースなど）。
ジャズを根底に持ちながら、ヒップホップ・R&Bなどアーバンブラックミュージックへの参加も積極的に行い、ジャンルに囚われない独特の作曲センスは高い評価を得、近年、海外での活動も精力的で注目を集めている。
現在、東京を拠点に全国でライブ活動を行なっている。ロック、フュージョン、ボサノヴァも演奏する。